# 7.ª Divisão de Montanha (Alemanha)
A 7ª Divisão de Montanha (em alemão:7. Gebirgs-Division) foi uma unidade militar que serviu no Exército alemão durante a Segunda Guerra Mundial.

## Comandantes
| Comandante                               | Data                                           |
| ---------------------------------------- | ---------------------------------------------- |
| General der Gebirgstruppen Rudolf Konrad | 1 de novembro de 1941 - 19 de dezembro de 1941 |
| Generalmajor Wilhelm Weiß                | 19 de dezembro de 1941 - 1 de janeiro de 1942  |
| General der Artillerie Robert Martinek   | 1 de janeiro de 1942 - 1 de maio de 1942       |
| Generalleutnant August Krakau            | 1 de maio de 1942 - 22 de julho de 1942        |
| General der Artillerie Robert Martinek   | 22 de julho de 1942 - 10 de setembro de 1942   |
| Generalleutnant August Krakau            | 10 de setembro de 1942 - 8 de maio de 1945     |

## Oficiais de operações
| Major Walter Schmidt                  | 15 de novembro de 1941 - 25 de setembro de 1943 |
| Oberstleutnant Zdenko von Paumgartten | 25 de setembro de 1943 - 10 de dezembro de 1944 |
| Major Eberhard Siebeck                | 10 de dezembro de 1944 - 15 de janeiro de 1945  |
| Oberstleutnant Alfred Artmann         | 15 de janeiro de 1945 - maio de 1945            |